# Galactosa
La galactosa és un monosacàrid format per una estructura de sis àtoms de carboni (hexosa). La galactosa es converteix en glucosa al fetge com a aportació energètica. A més, forma part dels glucolípids i glucoproteïnes de les membranes cel·lulars de les cèl·lules, sobretot de les neurones.
Des del punt de vista químic, la molècula de galactosa és una aldosa, és a dir, el seu grup funcional és un aldehid ({\displaystyle {\ce {COH}}}) ubicat al carboni 1. D'altra banda, i tal com la glucosa, la galactosa és una piranosa atès que teòricament pot derivar de l'hexàgon de sis costats format per 5 àtoms de carboni i 1 d'oxigen, anomenat pirà.
La galactosa és sintetitzada per les glàndules mamàries per produir lactosa, que és un disacàrid format per la unió de glucosa i galactosa, i per això la major aportació de galactosa en la nutrició prové de la ingesta de lactosa de la llet.
La galactana és un polímer del sucre de la galactosa que es troba en l'hemicel·lulosa. La galactana es pot convertir en galactosa en un procés d'hidròlisi.

## Estructura i isomerisme
La galactosa existeix en forma lineal i en forma cíclica. La forma lineal conserva el grup carbonil al final de la cadena. Les formes cícliques poden ser piranoses o furanoses.
La galactofuranosa hom detecta en bacteris, fongs i protozous, En la forma cíclica hi ha dos anòmers, anomenats alfa i beta, ja que la transició de la forma de cadena oberta a la forma cíclica implica la creació d’un nou estereocentre al lloc del carbonil de cadena oberta. En la forma beta, el grup alcohòlic està en posició equatorial, mentre que en la forma alfa el grup alcohòlic està en posició axial.

Formes cícliques de la galactosa

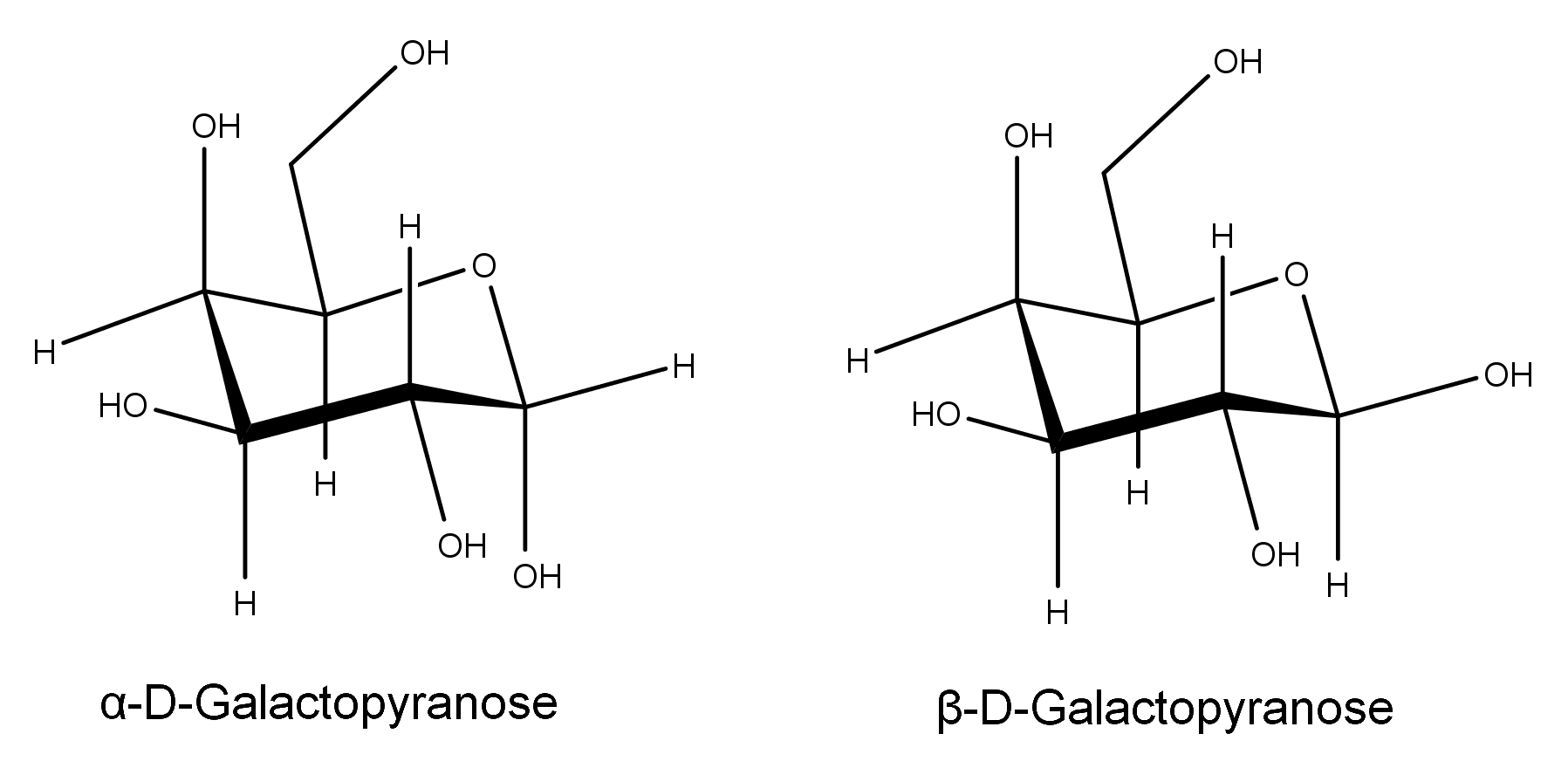
Conformacions de "cadira" i "vaixell" de la D-galactopiranosa